# Bundesautobahn 863
Die Bundesautobahn 863 (Abkürzung: BAB 863) – Kurzform: Autobahn 863 (Abkürzung: A 863) – war eine geplante Autobahn auf der Trasse der B 500 zwischen der A 5 bei Baden-Baden und der französischen Grenze bei Iffezheim.
Im Bundesverkehrswegeplan 2003 wurde das Vorhaben als vierstreifiger Ausbau der B 500 im „Weiteren Bedarf“ mit der Projektnummer BW5032 aufgeführt, für den Bau wurden Kosten von 79,5 Mio. Euro veranschlagt. Für den Bundesverkehrswegeplan 2030 ist nur noch der vierstreifige Ausbau zwischen der L75 bei Iffezheim und dem Autobahnanschluss Baden-Baden als „Weiterer Bedarf mit Planungsrecht“ angemeldet worden.
Auf französischer Seite soll die Départementsstraße D4 ausgebaut und an die französische A35 bei Beinheim angeschlossen werden.

## Frühere Planung
Die frühere Planung der Bundesautobahn 863 sollte aus Freiburg Richtung Nordosten herausführen. Heute verlaufen auf dieser Trasse die autobahnähnlich ausgebauten Bundesstraßen B 3 und B 294.